# 국제여단
국제여단(國際旅團, 문화어: 국제려단, 스페인어: Brigadas Internacionales, 1936년 ~ 1938년)은 스페인 내전당시 스페인 제2공화국측의 군사이다. 세계 각국에서 스페인 제2공화국 정부를 지원하기 위해 모인 의용군으로 이루어졌다. 53개 국가에서 모인 약 3만 2천여명으로 이루어져 있었다. 이들은 히틀러와 무솔리니의 지원을 받은 프랑코 파시스트 군대에 대항하였다. 사회주의자 뿐만 아니라 윈스턴 처칠의 조카를 비롯한 자유주의자들도 극우 파시즘을 막기 위해 지원하기도 하였다. 국제 여단기는 당시 스페인 집권여당인 인민전선당의 당기에서 따온것이다.

## 설립과 지원
1936년 9월 스페인 공산당은 스페인 내전에서 정부를 지원하기 위해 외국인 의용군을 요청하였다. 프랑스 공산당을 통해 소련에 전달된 이 요청에 따라 코민테른의 선전가 빌리 뮌젠베르그는 서방측에 의용군 지원을 요청한다. 공산주의자가 아닌 의용군 지원자는 내무인민위원회의 보안 심문을 거쳐야 했다.
9월 말 프랑스 공산당과 이탈리아 공산당은 스페인 공화국을 지원하기 위한 의용군 파견을 결정한다. 이탈리아 공산청년회의 전임 서기장이었던 루이기 롱고는 가능한 최대의 지원을 스페인 정부에 약속한다. 소련은 러시아 내전에 참여하였던 예비역 적군의 지원을 약속하였으나 당시 스페인의 총리였던 스페인 사회노동당의 지도자 프란시스코 라르고 카바예로는 이를 거부한다. 그러나 내전이 시작되고 프랑코 군의 진격이 급박해 지자 마음을 바꾸었다. 이로써 10월 22일 소련 측 의용군의 파견이 결정된다. 그러나 소련은 영국과 프랑스를 중심으로 한 불간섭 조약을 위배하는 것을 주저하였다.
국제 여단의 모명은 프랑스 파리에서 이루어졌으며 소련의 카롤 스비에르체프스키(러시아어: Кароль Сверчевский) 장군이 주도하였다. 1936년 10월 17일 스탈린은 호세 디아스에게 공개 서한을 보내 "스페인의 파시스트 반란은 스페인만의 문제가 아니라 모든 인류가 당면한 문제"라며 코민테른을 비롯한 전 세계에 지원을 호소할 것을 주문하였다. 동남유럽의 의용군 모집은 훗날 요시프 브로즈 티토로 널리 알려진 유고슬라비아인 요시프 브로즈가 담당하였다. 의용군은 열차와 선박을 이용하여 스페인의 알바세테 주로 보내졌다. 초기 의용군은 수속 절차나 교전 시기등이 정해지지 않아 문제가 되기도 하였다.
국제 여단의 결성에 많은 공산주의자들이 열성적으로 참여한 반면 아나키즘 세력은 회의적인 반응을 보였다. 그러나 그들도 스페인의 민주주의를 지켜야한다고 생각하였고 500여명의 의용군이 스페인으로 향했다. 국제 여단의 지도부는 코민테른에서 파견된 3인방으로 구성되었는데, 프랑스 공산당의 앙드레 마르티가 총사령관에 임명되었고 이탈리아 공산당의 루이기 롱고가 부사령관을 이탈리아의 생디칼리즘 노동운동가 귀세페 디 비토리오가 정치위원을 맡았다. 군복은 프랑스 공산당에서 지원하였다.
국제 여단의 모병 소식에 파시즘으로부터 민주공화국을 지키기 위해 많은 나라의 의용군이 자원하였다. 이들 중에는 공산주의자나 아나키즘 뿐 아니라 윈스턴 처칠의 조카 에스먼드 로밀리와 같은 자유주의를 바라는 많은 사람들도 포함되어 있었다. 또한 헤밍웨이, 조지 오웰 등의 지식인들도 참전하였다.

## 참여 국가 및 인원
| 국제여단 의용군 참여 규모                                                |                                     |                  |
| 국가                                                                     | 참여인원                            | 다른 문헌의 집계 |
| 프랑스                                                                   | 9,000                               | 9,000            |
| 이탈리아 왕국                                                            | 3,350                               | 3,000            |
| 나치 독일/ 오스트리아                                                    | 3,000                               | 5,000            |
| 폴란드                                                                   | 3,000                               | 3,000            |
| 소련                                                                     | 2,000-3,000                         |                  |
| 미국                                                                     | 2,800                               | 2,800            |
| 영국                                                                     | 2,000                               | 1,800            |
| 벨기에                                                                   | –                                   | 1,600            |
| 체코슬로바키아                                                           | 1,500                               | 1,500            |
| 유고슬라비아 왕국                                                        | 1,500                               | 1,660            |
| 헝가리 왕국                                                              | 1,500                               | –                |
| 캐나다                                                                   | 1,000                               | 2,000            |
| 스웨덴                                                                   | -                                   | 500              |
| 기타 스칸다나비아인                                                      | 500                                 | –                |
| 스위스                                                                   | –                                   | c. 800           |
| 네덜란드                                                                 | 700                                 |                  |
| 불가리아 왕국                                                            | at least 400                        | 462              |
| 아일랜드                                                                 | 250 (에이브러험 링컨 사단에 배치됨) |                  |
| 멕시코                                                                   | 90                                  |                  |
| 그리스 왕국                                                              | 160                                 |                  |
| 키프로스                                                                 | 60                                  |                  |
| 피해 - 전사: 9,934 (16%) - 부상: 7,686 (12.9%) - 실종: 미상 - 포로: 미상 |                                     |                  |

## 주요 임무

### 마드리드 공방전
1936년 10월 중순 프랑코군은 스페인 중부를 무인지경으로 달리며 마드리드로 진군하였다. 프랑코군의 진격 속도가 얼마나 빨랐는지 10월 18일 라르고 카바예로가 이예스카스에 있는 공화군 지휘관에게 전화를 걸었을 때 그 전화를 받은 사람은 방금 그 도시를 점령한 프랑코군 지휘관이었다. 위기를 느낀 공화국 정부는 10월 18일 밤 새로운 포고를 발령하여 각국에서 참전한 의용군으로 구성된 혼성여단을 구성하기로 하였다. 이로 인해 국제 여단 11연대와 12연대가 결성되어 공화국 군사에 정식으로 편입되었다.
프랑코군은 당시까지의 전황으로 미루어 마드리드를 손쉽게 함락시킬 것으로 판단하였다. 그러나 10월 26일 벌어진 첫 전투에 등장한 국제 여단은 붉은 군대의 T-26 전차로 무장하고 있었다. 허를 찔린 프랑코군의 보병은 후퇴할 수밖에 없었고 모나스테리오 기병대대는 큰 타격을 입었다. 이로 인해 전차 부대의 지휘관 파벨 아르만은 공화국의 영웅이 되었다. 그러나 모로코인으로 구성된 프랑코군의 레굴라르 분견대의 화염병 공격으로 소련의 탱크 역시 많은 피해를 입었다.
1936년 11월 전국노동자연맹(CNT)과 이베리아 아나키즘 연맹은 스페인 사회노동당의 정부와 협력하기로 결정하였다. 이전까지 CNT는 아나키즘의 시각에서 스페인 제2공화국역시 폭력으로서 권력을 유지하는 국가라는 인식이 있었고 스페인 사회노동당은 CNT와의 협력으로 인해 자신들의 대중적 지지 기반인 노동자총연맹(UGT)의 조합원들이 CNT로 이탈하는 것을 두려워하였다. 그러나 프랑코군의 공격이 임박하자 CNT는 4개 부서의 장관을 할당받는 것을 조건으로 스페인 사회노동당과 연정을 구성한다. 이렇게 하여 마드리드 공방전에서 프랑코군을 한 편으로 하고 스페인 정부와 국제여단을 한 편으로 하는 전선이 형성되었다.
당시 국제 여단을 구성하고 있었던 국제 의용군들은 제1차 세계대전과 아일랜드 독립전쟁 등을 겪으면서 전투 경험을 쌓았던 예비역들이 상당 수 포함되어 있었다. 11월 초 프랑코군은 마드리드를 포위하고 있었다. 프랑코는 "11월 7일 마드리드에서 미사를 드리겠다"며 마드리드 함락에 강한 자신감을 보였다. 11월 19일 아나키즘 의용군이 프랑코 측의 스페인 외인부대, 나치 독일의 콘도르 사단이 점령하였던 마드리드 대학 구역을 공격하였다. 이에 더해 국제 여단 11연대가 투입되어 이 구역에서 프랑코 파시스트군을 몰아냈다. 대포의 포격과 폭격기의 포탄이 어지러운 가운데 치열한 전투가 벌어졌으며 많은 사상자가 발생하였다. 이 와중에 아나키즘 의용군의 지휘관 부에나벤투라 두루티가 총격을 입었다. 두루티는 다음 날 사망하였다. 후퇴한 프랑코군은 마드리드 입성을 포기할 수밖에 없었다.
1936년 12월 13일 프랑코군은 또 다시 마드리드 진입을 시도하였다. 독일제 1호 전차와 이탈리아의 안살도 전차를 앞세운 18,000여명의 프랑코군은 코루나 가에서 붉은 군대를 주축으로 하는 국제 여단과 교전하였다. 소련의 지휘관 드미트리 파블로프가 프랑코군의 진격을 격퇴하였으며 프랑코군은 마드리드 입성을 포기해야만 하였다. 이후 마드리드는 프랑코군의 승리가 확실해진 스페인 내전의 최후까지 국제 여단과 공화군의 통제하에 있었다.
마드리드 공방전에서 국제 여단이 거둔 성과는 값진 것이었으나 이들의 성과는 내전의 와중에서 선전의 목적으로 과장된 측면이 있다. 코민테른과 스페인 제2공화국은 국제 여단의 승리를 대대적으로 선전하였고, 공화국을 지지하던 영국의 대사 헨리 칠턴 경은 마드리드 공방전이 온전히 국제 여단의 병력만으로 치러진 것이라 말하였다. 그러나 실제 공화군 4만여명 가운데 국제 여단의 규모는 3천명에 불과했고 전투의 결과 공화군이 입은 피해도 상당했다.

## 기념

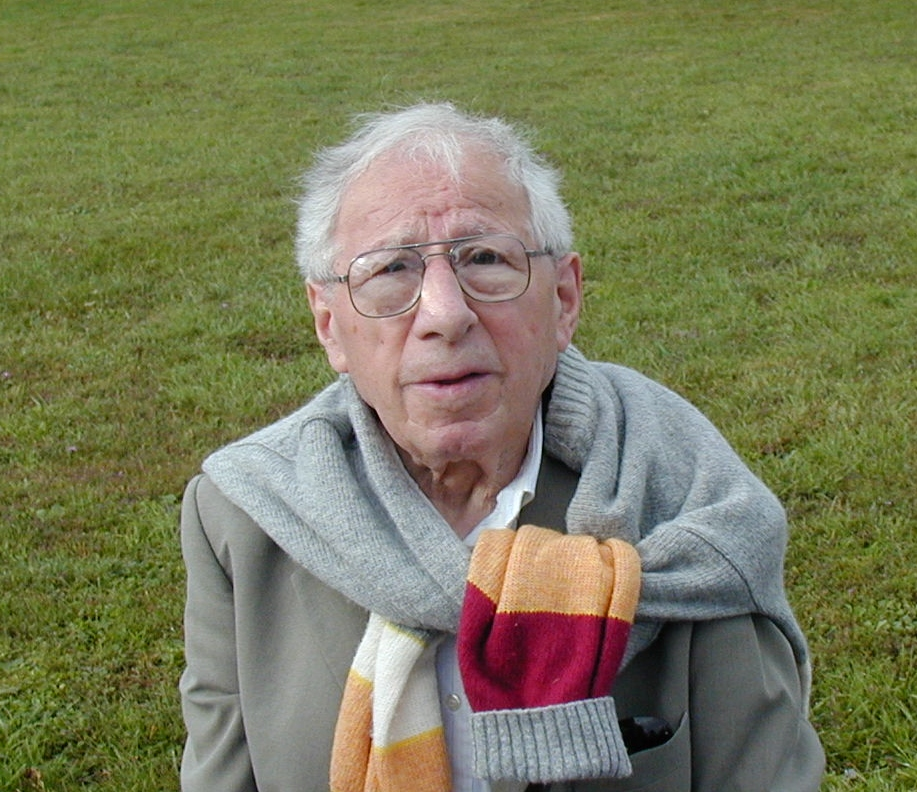
국제 여단 참전 용사인 아돌프 로우(독일계 프랑스인, de)

- 2009년 7월 9일 스페인 정부는 스페인 내전 기간 동안 국제 여단의 에이브러험 링컨 사단에 복무하였던 미국인 가운데 생존한 25명에게 명예 시민증을 발급하였다.[23]

- 각국에 세워진 기념비

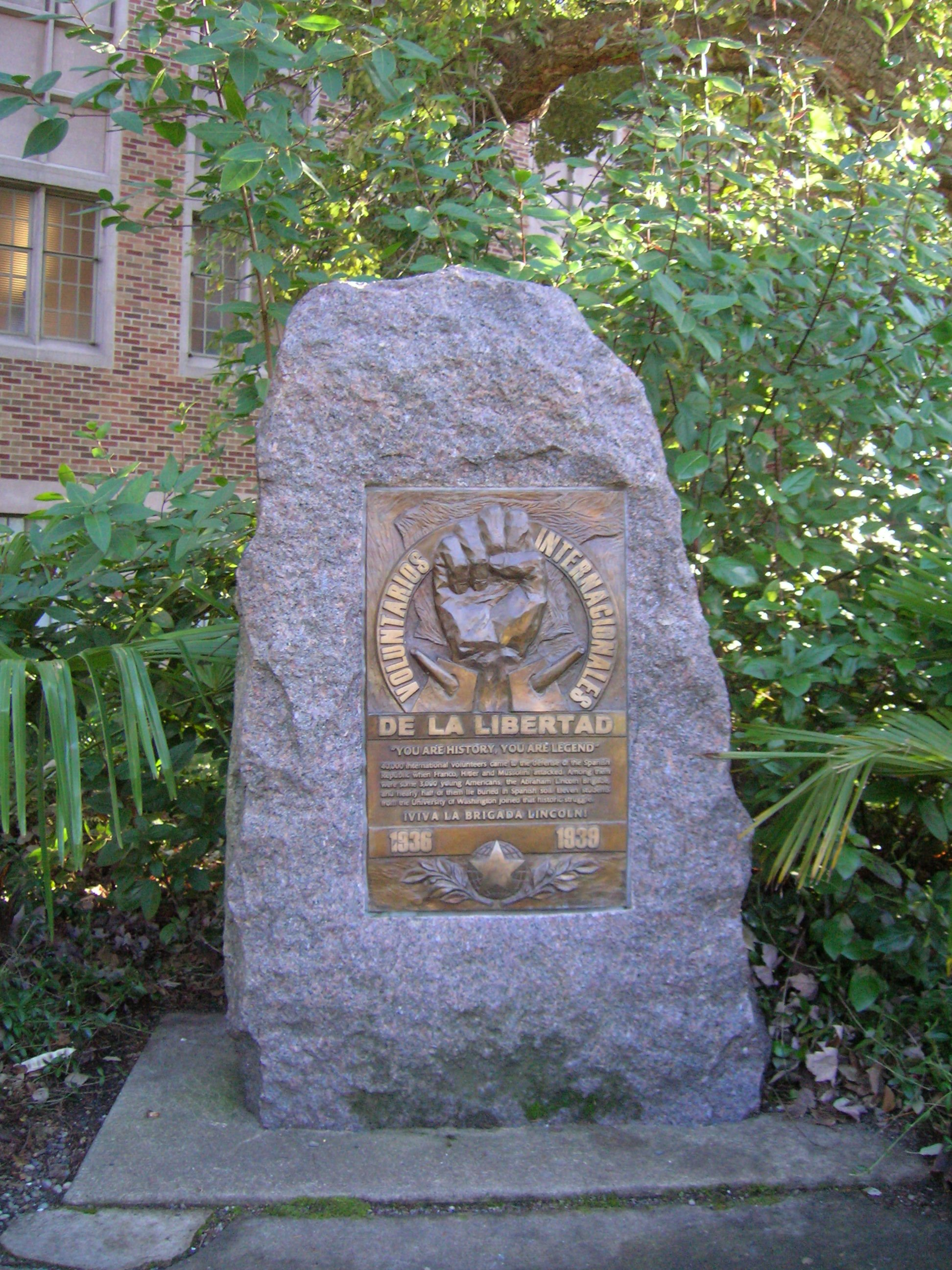
시애틀
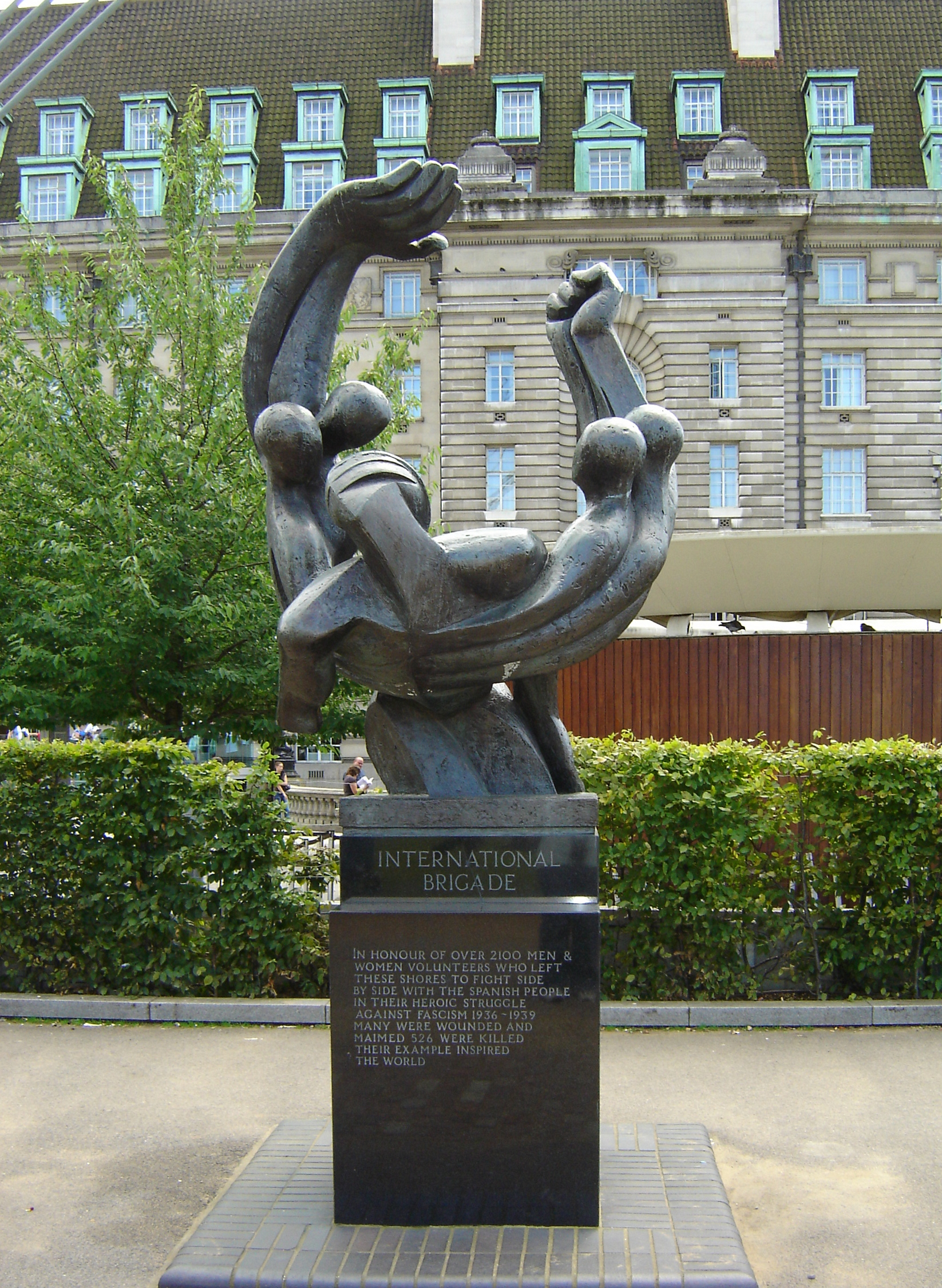
런던
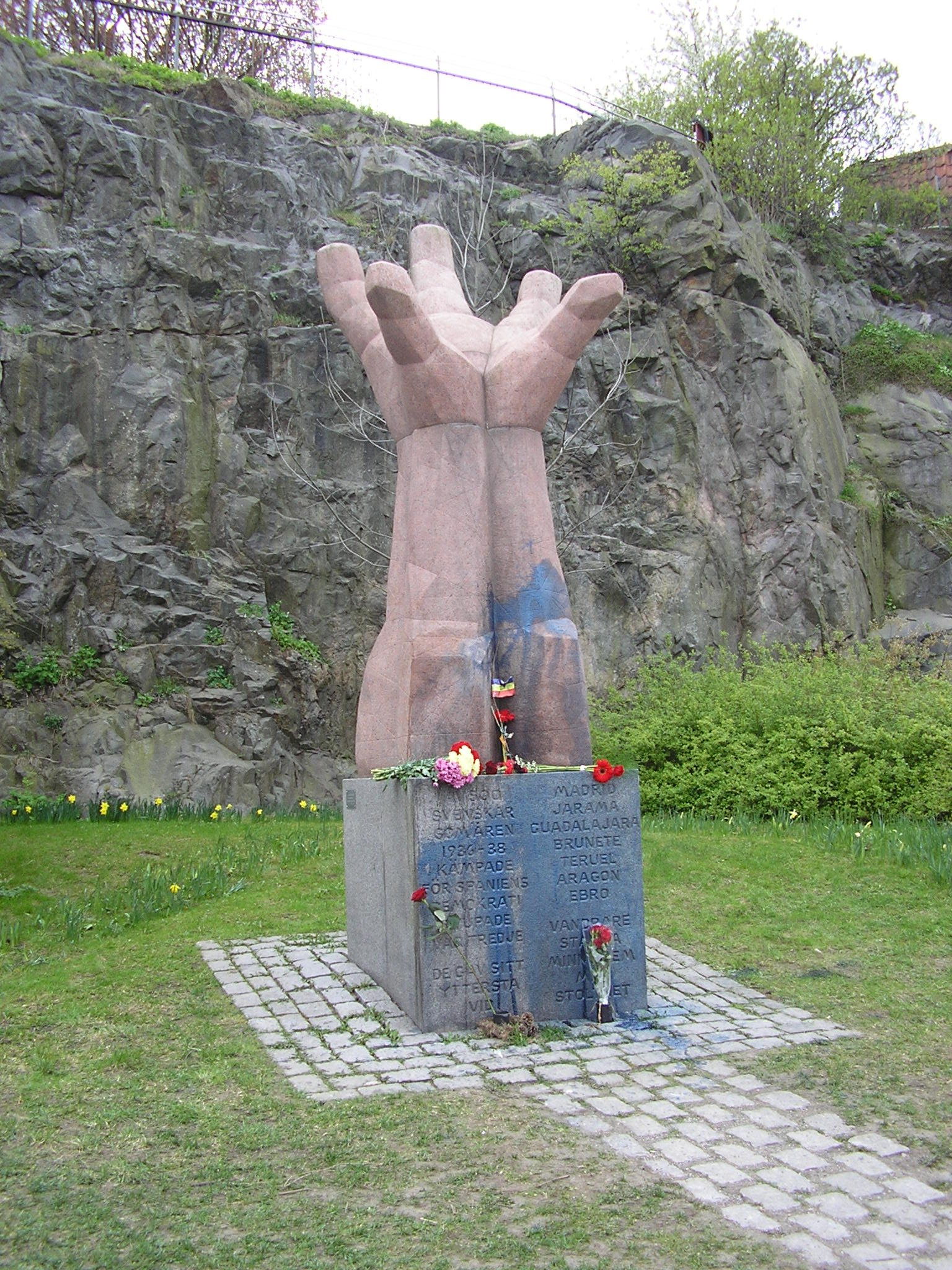
스톡홀름
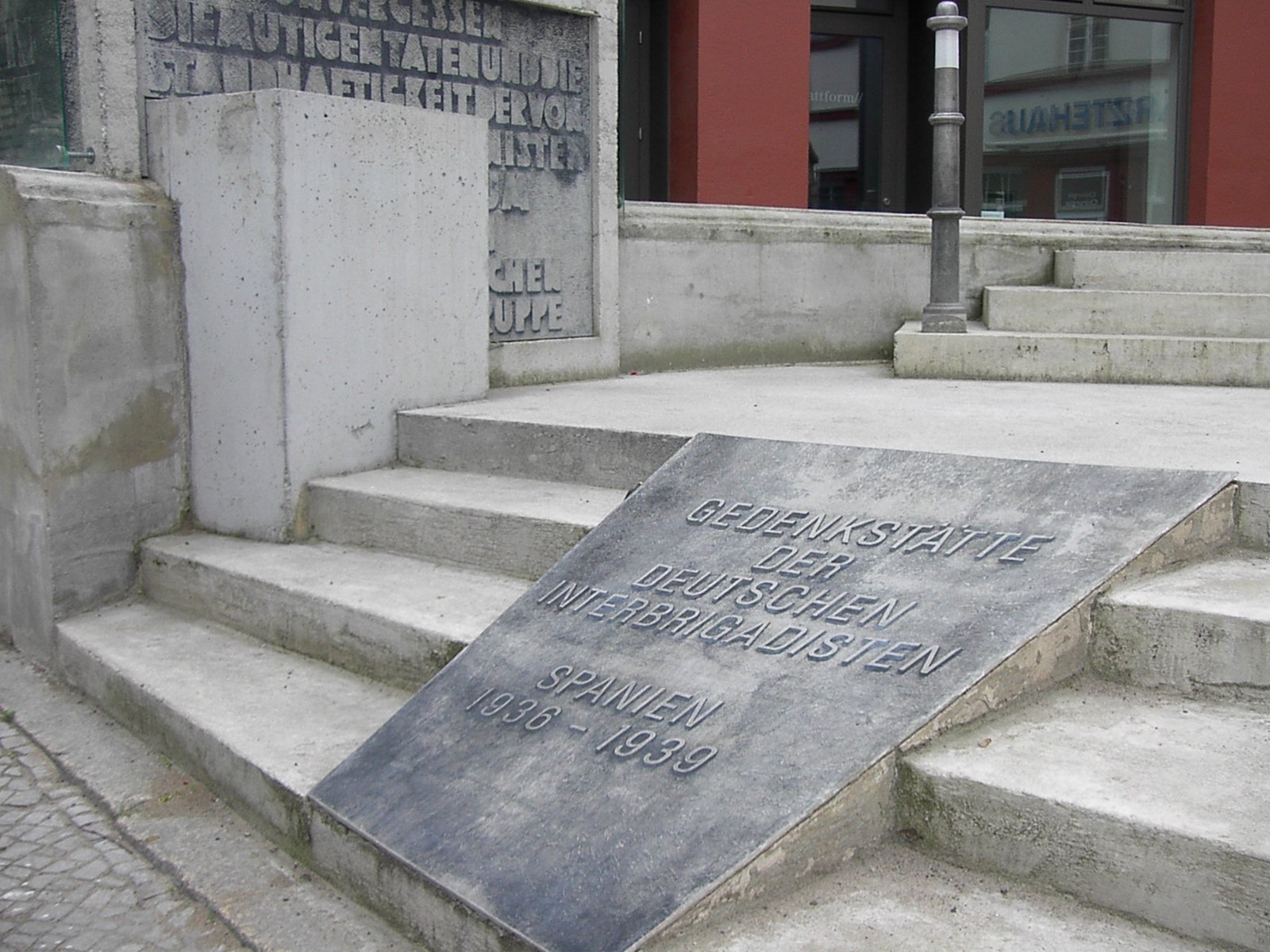
베를린
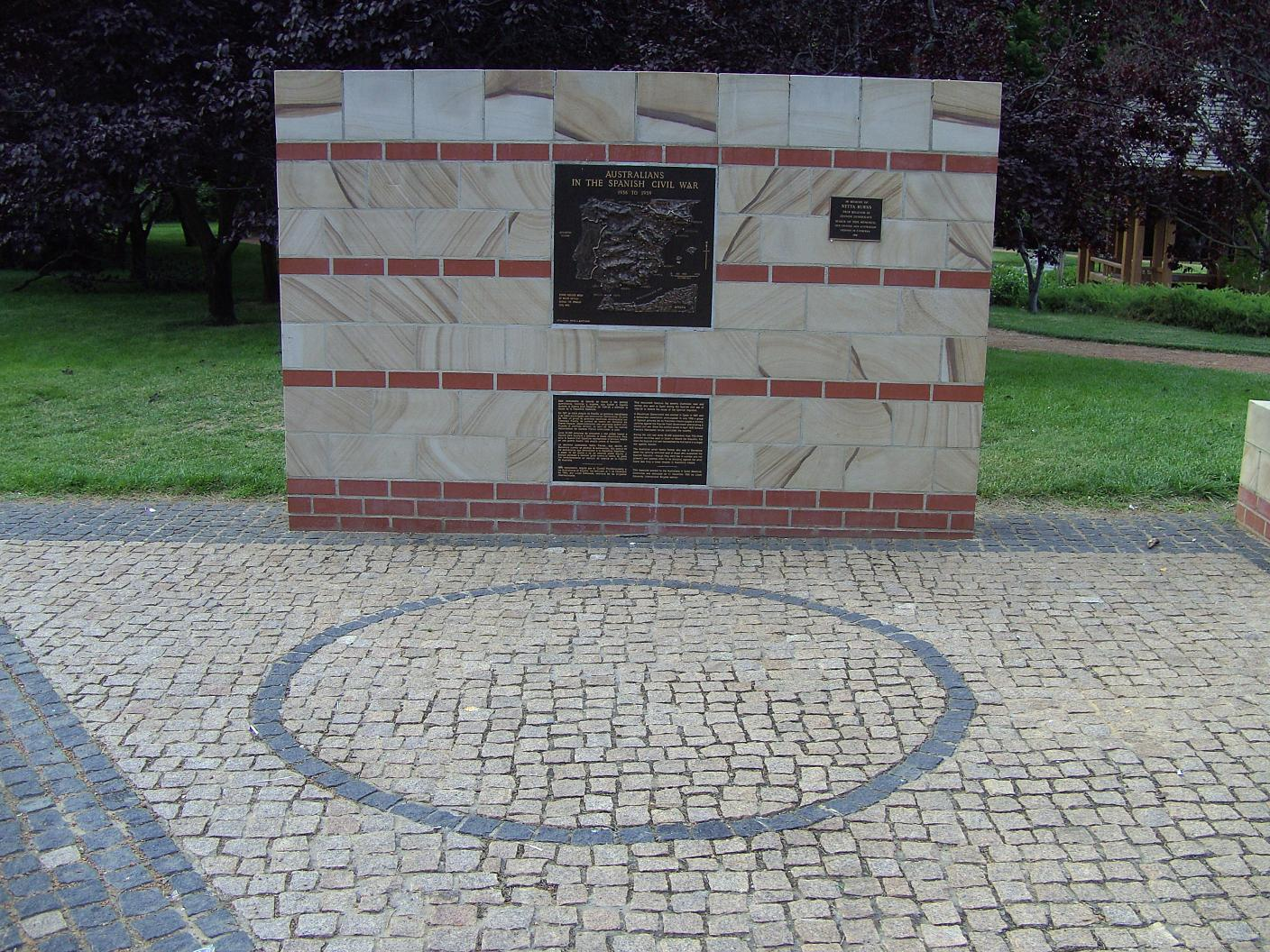
캔버라 (1993년 제막)
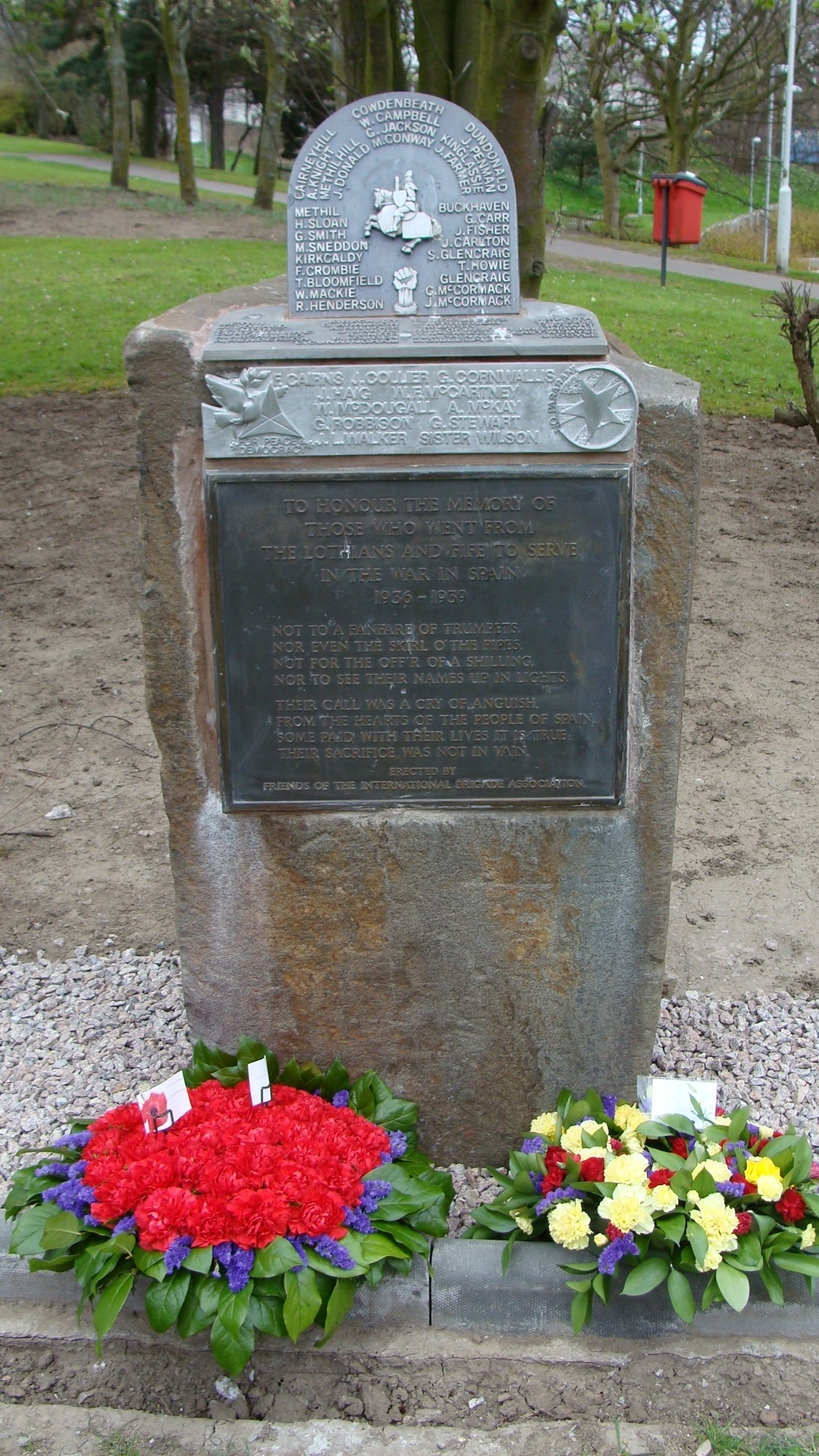
키르코디, 스코틀랜드
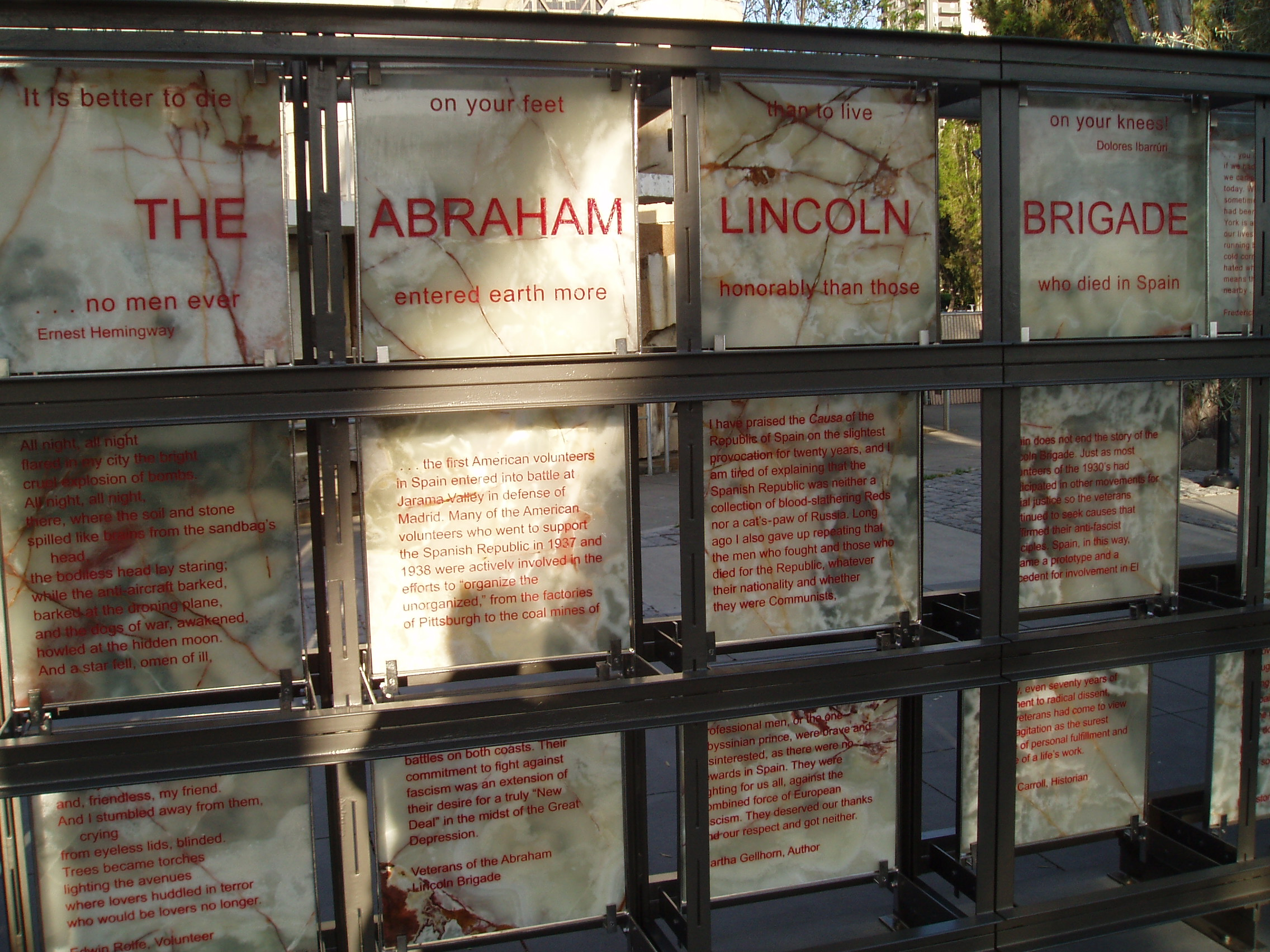
샌프란시스코

## 같이 보기
- 인민전선
- 우크라이나영토방위국제군단
- 국제자유여단

## 참고 문헌
- 엔터니 비버, 김원중 역, 스페인 내전, 20세기 모든 이념들의 격전장, 교양인, 2006, ISBN 10-8991799426
- Alexander, Bill. British Volunteers For Liberty
- Baxell, Richard. British Volunteers in the Spanish Civil War, Routledge, 2004
- Beevor, Antony. The Spanish Civil War, 1982
- _____. The Battle for Spain, 2006, Weidenfeld & Nicolson, 2006. ISBN 978-0297848325
- Fisher, Harry. Comrades: Tales of a Brigadista in the Spanish Civil War University of Nebraska Press, 1998. ISBN 0-8032-6899-8
- Grey, Daniel. Homage to Caledonia
- Lee, Laurie. A Moment of War, ISBN 978-0140156225
- Marty, André. Historia Política y Militar de las Brigadas Internacionales
- Monks, Joe. With the Reds in Andalusia
- O'Riordan, Michael. Connolly Column, Dublin, New Books, 1979
- Orwell, George. Homage to Catalonia
- Rust, Bill. Britons in Spain
- Ryan, Frank, editor. Book of the 15th Brigade, Madrid, Commissariat of War, 1938.
- Thomas, Hugh. The Spanish Civil War, 4th Rev Ed, 2003. ISBN 978-0141011615